# Edmund Bielawski
Edmund Bielawski (też: Edmundo Bielawski, ur. w Poznaniu) – polski odkrywca, badacz źródeł Amazonki i dokumentalista filmowy.

## Życiorys
Urodził się w Poznaniu i zdobył zawód operatora filmowego. W czasie II wojny światowej służył w 1 Samodzielnej Brygadzie Spadochronowej i walczył w operacji Market Garden pod Arnhem. Bezpośrednio po wojnie podróżował po Kongo i Argentynie, a w 1948 przyjechał do Brazylii. Nakręcił tam kilkanaście filmów dokumentalnych (trzy z nich były długometrażowe). Brazylia, ziemia kontrastów wyświetlana była także w Europie. Bezkresny horyzont był efektem dwuletniej podróży, podczas której przebył około 40 000 kilometrów. Wraz z kręceniem filmu pisał dziennik, który publikowała m.in. prasa polonijna w Brazylii. 
Twierdził, że to w wyniku jego opisów rząd brazylijski uznał za najwyższy punkt kraju Pico da Neblina. 

## Wyprawa do źródeł Amazonki
W lipcu 1962 wyruszył na wyprawę do źródeł Amazonki, na którą przeznaczył wszystkie posiadane środki finansowe. Na różnych etapach brało w niej udział od pięciu do dwunastu osób z różnych państw. Były to osoby słabo wyposażone, o amatorskich lub półamatorskich umiejętnościach. Przebyto wówczas góry Boliwii, Peru, północną część Brazylii, tereny w Kolumbii, Wenezueli i Gujanie. Wyprawa zakończyła się przy ujściu Amazonki we wrześniu 1964. Korzystano głównie z transportu wodnego (Neva, Napo, Rio Negro, Solimoes, Caobouri, Madeira, Branco, Purus) i poruszano się na piechotę.
Badacze Amazonki twierdzili wówczas, że jej rzeką-matką Amazonki jest Maranion, wypływająca z jeziora Lauricocha (3650 m n.p.m.). Bielawski obszedł to jezioro i stwierdził, że wpada doń rzeka z góry. Wędrował wzdłuż niej, aż napotkał kolejne jezioro, położone wyżej niż Laurichoca. Następnego dnia odkrył kolejny strumień wpływający do tego jeziora. Musiał tam zostawić konie i wędrować dalej piechotą. Jeden z indiańskich tragarzy opowiedział uczestnikom, że ludom zamieszkującym Andy od stuleci jeziora tworzące całą biegnącą coraz wyżej kaskadę były znane. Nazywali je Yanacocha, Patacocha, Ninococha. Idąc w górę dotarli do nieznanych nawet dla Indian jezior oraz niewielkich strumieni. Lokalni przewodnicy nie korzystali uprzednio z prowadzących dalej górskich ścieżek. Wyczerpywała się uczestnikom żywność, a konie (przydatne jako pokarm) pozostały niżej. Na wysokości 6000 m n.p.m., u podnóża szczytu Siete Caballeros, natknęli się na szeroką, długą dolinę, której środkiem wiła się rzeka. Wypływała z małego jeziora, przylegającego jednym ze swych brzegów do lodowca, w którym odkryto wejście do groty wyrzeźbione przez wodę, skąd wypływała woda będąca de facto źródłem Amazonki.